# 竹笮镇
竹笮镇，是中华人民共和国江西省赣州市宁都县下辖的一个乡镇级行政单位。

## 歷史沿革
明清属仁义乡，1949年9月纳入中共统治，属第三区（长胜区），1950年7月属第一区（城关区），1952年9月属城郊区，1957年5月撤销城郊区，设立竹笮、赤坎直属乡，1961年5月又设区扩社，设立竹笮、鹅婆公社，仍属城郊区。1963年3月撤区并社。1984年6月改为竹笮乡。2024年3月25日省民政厅批复撤乡设镇，2024年6月7日竹笮镇正式挂牌，镇人民政府竹幸福社区。

## 行政区划
竹笮镇下辖以下地区：
幸福社区、竹笮村、新街村、松湖村、布头村、赤坎村、九塘村、大富村、鹅婆村、侧排村、水口村和小坑村。

## 交通
- 319国道